# Dżargalsajchany Czuluunbat
Dżargalsajchany Czuluunbat (mong. Жаргалсайханы Чулуунбат; ur. 3 grudnia 1984) – mongolski zapaśnik w stylu wolnym. Dwukrotny olimpijczyk. Siódmy w Londynie 2012 w wadze 120 kg i szesnasty w Rio de Janeiro 2016 w kategorii 125 kg.
Piąty na mistrzostwach świata w 2011 i 2015. Drugi na igrzyskach azjatyckich w 2010, piąty w 2014 i siódmy w 2006. Zdobył pięć medali w mistrzostwach Azji, srebrne w 2010 i 2013. Piąty w Pucharze Świata w 2014 i szósty w 2015 i 2016 roku.